# Družina Adeona
Družina Adeona je družina asteroidov , ki se nahajajo v osrednjem delu glavnega asteroidnega pasu. Družina je nastala iz starševskega asteroida 145 Adeona.

## Značilnosti
Starost družine se ocenjuje na 600 milijonov let. V letu 2002 je bilo znanih 648 članov te družine